# جامعة لويزيانا التقنية
جامعة لويزيانا التقنية (بالإنجليزية: Louisiana Tech University)‏ وهي جامعة مختلطة، تتواجد هذه الجامعة في روستون في ولاية لويزيانا في الولايات المتحدة، تصنف هذه الجامعة مع الجامعات الرقم 1 في الولايات المتحدة حسب مجلة يو إس وهي تاسع أفضل جامعة في ولاية لويزيانا، تأسست هذه الجامعة في سنة 1894.